# Numipedia
Numipedia is een geslacht van hooiwagens uit de familie Assamiidae.
De wetenschappelijke naam Numipedia is voor het eerst geldig gepubliceerd door Kauri in 1985. 

## Soorten
Numipedia is monotypisch en omvat slechts de volgende soort:
- Numipedia subterranea